# キャサリン・P・ハイヤー
キャサリン・P・ハイヤー（Kathryn Patricia "Kay" Hire、1959年8月26日 - ）は、アラバマ州・モービル出身のアメリカ海軍予備軍の軍人、アメリカ航空宇宙局の宇宙飛行士である。スペースシャトルで2度宇宙飛行した。趣味はセーリング、スキー、スキューバダイビング、釣り等である。

## 教育
- 1977年　アラバマ州モービルのマーフィー高校卒業
- 1981年　海軍兵学校で工学と経営学の学士号を取得
- 1991年　フロリダ工科大学で宇宙工学の修士号を取得

## キャリア

### 海軍
1982年10月にアメリカ海軍の飛行士の資格を取得すると、ハイヤーはメリーランド州のパタクセント・リバー基地を拠点とするOceanographic Development Squadron Eight (VXN-8) に所属し、世界中で航空部隊による海洋学の調査を行った。プロジェクト・コーディネーター、ミッション・コマンダー、デタッチメント・オフィサーとしてP-3等の航空機に搭乗した。
後にNaval Air Training Unit Matherに配属され、カリフォルニア州のマザー空軍基地で後進の指導に当たった。
1989年1月、ハイヤーは軍での常勤の勤務を辞め、フロリダ州ジャクソンビルの予備軍に入った。最初の遠征では、Patrol Squadron Augment Unit VP-0545やAnti-Submarine Warfare Operations Center 0574、0374等に所属した。
1993年にTitle 10 USC combat aircraftへの女性軍人の制限が廃止されると、ハイヤーはアメリカ軍で初めての女性戦闘機搭乗員となり、1993年5月13日にP-3の通信員としてPatrol Squadron Sixty-Two (VP-62)に配属された。VP-62もジャクソンビルを拠点としており、彼女は北大西洋、ヨーロッパ、カリブ海等で日常的な任務に当たった。
彼女は後に空母キティホークに乗り、2001年から2003年には再び国内勤務となり、カリフォルニア州マクディル空軍基地でアメリカ中央軍本部のスタッフとして不朽の自由作戦や、第5艦隊のスタッフとしてイラクの自由作戦を支援した。2002年12月1日には、現在の階級であるアメリカ海軍の大佐に昇進した。

### NASA
ハイヤーは1989年5月からケネディ宇宙センターで働き始めた。1991年にはスペースシャトルのテストプロジェクトのエンジニアとなり、船外活動ユニットやロシアの軌道ドッキングシステムの検査を指揮した。1994年にはSpace Shuttle Orbiter Mechanisms and Launch Pad Swing Armsの責任者になった。
1994年12月にはNASAから宇宙飛行士の候補に選ばれ、1995年3月からジョンソン宇宙センターで訓練を行った。1年間の訓練を終え、彼女は通信員として働くようになった。1998年のSTS-90ではミッションスペシャリストとして381時間を宇宙で過ごした。また2010年のSTS-130ではミッションスペシャリストとして国際宇宙ステーションを訪れた。

### 宇宙飛行経験
1998年4月17日から5月3日に行われたSTS-90では、スペースシャトル・コロンビアで16日間に滞在し、スペースラブで脳と神経系に対する微小重力の影響を調べる26の生物学の実験を行った。STS-90では地球の軌道を256周し、630万マイルを飛行した。
2010年2月8日から2月21日に行われたSTS-130では、ミッションスペシャリストとして国際宇宙ステーションを訪れた。